# Van Helsing (film)
Pour les articles homonymes, voir Van Helsing.
Pour plus de détails, voir Fiche technique et Distribution.
Van Helsing est un film fantastique américano-tchéco-roumain réalisé par Stephen Sommers et sorti en 2004. Il met en scène le personnage de Van Helsing créé par Bram Stoker dans le roman Dracula publié en 1897.

## Synopsis
En 1887, en Transylvanie, le Dr Victor Frankenstein, aidé de son assistant Igor et du Comte Dracula, crée une créature. Alors qu'une foule de villageois enragée prend d'assaut le château où ils mènent leur expérience, le vampire révèle ses véritables intentions au savant qu'il finit par tuer, tandis que la créature parvient à s'enfuir vers un vieux moulin avec le corps de son créateur. La foule brûle le moulin, semblant ainsi tuer la créature.
Un an plus tard à Paris, le chasseur de monstres Gabriel Van Helsing se rend dans la cathédrale Notre-Dame de Paris pour tuer Mr. Hyde, coupable d'une série de crimes plus abominables les uns que les autres. Après l'avoir vaincu et détruit par inadvertance la Rose sud de l'édifice, Gabriel Van Helsing se rend à Rome au Vatican pour prendre ses ordres auprès de son Ordre. Il se retrouve chargé d'aller traquer et détruire en Transylvanie Dracula et de protéger deux membres d'une ancienne famille roumaine, les Valérius, Anna et Velkan. Leur ancêtre a juré des siècles plus tôt que ses descendants tueraient le vampire ou toute sa famille passerait l'éternité au purgatoire. Là-bas, accompagné d'un moine, Carl, ils font la connaissance d'Anna et Velkan, qui tentent de tuer un loup-garou contrôlé par Dracula mais celui-ci tombe avec Velkan dans une profonde gorge fluviale.
Van Helsing et Carl arrivent plus tard dans un village Transylvanien et se joignent au combat d'Anna contre les épouses de Dracula, Verona, Marishka et Aleera. Van Helsing tue Marishka. Cette nuit-là, Velkan rend visite à Anna pour la prévenir des plans de Dracula mais se transforme en loup-garou et s'échappe. Helsing et Anna le poursuivent jusqu'au château de Frankenstein. Ils découvrent le projet du comte Dracula, qui est de donner vie à des milliers de ses enfants morts-vivants, en utilisant Velkan comme intermédiaire pour le processus. Au cours de la bataille, Dracula affronte Van Helsing et lui révèle qu'il est un ancien rival. Les enfants de Dracula prennent vie, mais meurent peu de temps après, car ils n'ont pas la formule originale de Frankenstein. Van Helsing et Anna s'échappent et se réfugient dans les ruines du moulin. Il y découvrent la créature de Frankenstein qui leur révèle qu'il est la clé de la machine de son créateur permettant de donner vie à la progéniture de Dracula. En écoutant leur discussion, Velkan s'échappe avec cette nouvelle information. Dans le château d'Anna, Carl découvre une peinture cachée représentant deux chevaliers rivaux. Celle-ci s'anime, révélant les chevaliers sous la forme d'un vampire et d'un loup-garou en combat. Alors qu'ils tentent d'amener la créature à Rome, Van Helsing et son équipe tombent dans une embuscade tendue par les fiancées et Velkan, près de Budapest. Verona et Velkan se font tuer mais Van Helsing est mordu. Aleera enlève Anna et propose de l'échanger contre la créature lors d'un bal masqué qui a lieu à la veille de tous les saints. Van Helsing enferme la créature dans une crypte mais les morts-vivants le récupèrent pour Dracula. Van Helsing et Carl sauvent Anna et échappent aux invités du bal masqué, qui se révèlent être des vampires.
Au château d'Anna, Carl explique que Dracula est le fils de Valérius l'Ancien. Lorsque ce dernier a été tué en 1462, Dracula a fait un pacte avec le diable et a pu vivre à nouveau. Valérius a alors juré de tuer son fils Dracula, pour obtenir le pardon pour son péché et le salut pour toute sa famille. Cependant, il était incapable de tuer son fils, qu'il emprisonna dans une forteresse de glace. Van Helsing utilise alors le fragment que le Cardinal lui a donné, ce qui permet d'ouvrir un chemin vers le château de Dracula. Ils y trouvent la créature, qui leur révèle que Dracula possède un remède contre la lycanthropie, puisque seul un loup-garou peut le tuer. Van Helsing, luttant contre la malédiction, envoie Anna et Carl récupérer le remède et après une course poursuite réussissent à tuer Igor et Aleera. Van Helsing tente de libérer la créature mais il est frappé par la foudre, ce qui donne une impulsion de vie aux enfants vampires. Dracula et Van Helsing prennent leurs formes bestiales et se battent. Dracula révèle alors que c'est Van Helsing qui l'a tué et lui propose de lui rendre la mémoire. Ce dernier refuse et finit par tuer Dracula, déclenchant la mort de toute sa progéniture. Toujours sous sa forme bestiale, il tue Anna qui lui injecte au même moment le remède. Redevenant humain, il hurle de chagrin en constatant son acte. Plus tard, ils brûlent le corps d'Anna sur une falaise surplombant la mer, tandis que la créature part sur un radeau. Au loin, Van Helsing voit l'esprit d'Anna retrouver sa famille au paradis.
Van Helsing et Carl partent ensuite vers le coucher du soleil.

## Fiche technique
- Titre original : Van Helsing
- Réalisation : Stephen Sommers
- Scénario : Stephen Sommers, d'après les personnages de Bram Stoker
- Musique : Alan Silvestri
- Direction artistique : Steve Arnold, Keith P. Cunningham, Giles Masters, Tony Reading et Jaromír Svarc
- Décors : Allan Cameron
- Costumes : Gabriella Pescucci et Carlo Poggioli
- Photographie : Allen Daviau
- Son : David Parker, Dennis S. Sands, Leslie Shatz
- Montage : Bob Ducsay, Kelly Matsumoto et Jim May
- Production : Bob Ducsay et Stephen Sommers

Production déléguée : Sam Mercer,
Production associée : David Minkowski, Artist W. Robinson et Matthew Stillman
- Sociétés de production[1] :
  - États-Unis : The Sommers Company, avec la participation de Universal Pictures
  - République tchèque : Stillking Films
  - Roumanie : Carpathian Pictures (non crédité)
- Distribution : Universal Pictures (États-Unis), Bontonfilm (République tchèque), United International Pictures (France, Suisse)
- Budget : 160 millions de $[2]
- Pays de production :  États-Unis,  République tchèque,  Roumanie
- Langues originales : anglais, latin
- Format[3] : couleur / N & B (Technicolor) - 35 mm - 1,85:1 (Panavision) - son DTS | Dolby Digital | SDDS | DTS (DTS: X)
- Genre : fantastique, action, aventures
- Durée : 131 minutes
- Dates de sortie[4] :
  - France, Belgique, Suisse romande : 5 mai 2004
  - République tchèque : 6 mai 2004
  - États-Unis, Canada, Roumanie : 7 mai 2004
- Classification[5] :
  -  États-Unis : Accord parental recommandé, film déconseillé aux moins de 13 ans (certificat #40781) (PG-13 - Parents Strongly Cautioned)[Note 1].
  -  République tchèque : Les parents ont la responsabilité de leurs enfants[6].
  -  Roumanie : Pas d’information[6].
  -  France : Tous publics avec avertissement (visa d'exploitation no 110411 délivré le 13 mai 2004)[7],[Note 2].

## Distribution
- Hugh Jackman (VF: Xavier Fagnon) : Gabriel Van Helsing
- Kate Beckinsale (VF: Ethel Houbiers) : Anna Valerious
- Richard Roxburgh (VF: Bernard Bollet) : le comte Vladislaus Dragulia, Dracula
- David Wenham (VF: Jérôme Pauwels) : Carl
- Shuler Hensley (VF: Pascal Renwick) : la créature de Frankenstein
- Elena Anaya (VF: Marie Giraudon) : Aleera
- Will Kemp (VF: Damien Boisseau) : Velkan Valerious
- Kevin J. O'Connor (VF: Gilles Morvan) : Igor
- Alun Armstrong (VF: Jacky Nercessian) : le cardinal Jinette
- Silvia Colloca : (VF: Claire Guyot) : Verona
- Josie Maran (VF: Julie Turin) : Marishka
- Tom Fisher (VF: Patrick Osmond) : M. Crow
- Samuel West (VF: Bernard Alane) : Dr Victor Frankenstein
- Robbie Coltrane (VF: Claude Brosset) : voix de Mr Hyde
- Stephen Fisher : Dr Jekyll

Sources et légendes : Version française (VF) sur Voxofilm

## Production
Universal Pictures souhaitait réinventer ses monstres emblématiques du cinéma et voulait reproduire la formule qui avait fonctionné pour La Momie (1999) et Le Retour de la momie (2001). Cela a été tenté non seulement en faisant appel à Stephen Sommers comme réalisateur, mais aussi en fixant la date de sortie du film au 7 mai 2004, soit cinq ans après la sortie de La Momie en 1999. La Momie a repris le monstre classique dans un ton d'action-aventure, il était donc logique de faire la même chose avec Van Helsing. Alors que La Momie s'est largement inspirée d'Indiana Jones, Van Helsing s'est largement inspiré des films de James Bond.
Richard Roxburgh, qui a été choisi pour incarner Dracula, a déclaré qu'il aimait les vieux films de monstres d'Universal, Nosferatu de Klaus Kinski et Dracula de Gary Oldman et qu'il aimait en général « le type de film de monstre sombre, triste, un peu naïf et germanique ». À propos de sa transformation physique pour le rôle, Roxburgh a déclaré que « c'est une transformation physique assez importante. Il y a évidemment des cheveux plus foncés et je voulais donner l'impression d'un roi ou d'un chef rom, d'un aristocrate défraîchi. J'ai aimé cet élément gitan. Donc le personnage ne me ressemble en rien ».

## Accueil
Van Helsing a reçu des critiques généralement négatives de la part des critiques. Rotten Tomatoes, un agrégateur de critiques, rapporte que 24 % des 224 critiques interrogés ont donné au film une critique positive ; la note moyenne est de 4,28/10. Le consensus du site qualifie le film de « film de créatures creux qui souffre d'une surcharge de CGI ».
Metacritic l'a noté 35/100 sur la base de 38 avis. Le public interrogé par CinemaScore a attribué au film une note moyenne de « B » sur une échelle de A+ à F. James Berardinelli de ReelViews a donné une critique extrêmement négative, attribuant au film une demi-étoile sur quatre et le qualifiant de « pire blockbuster estival potentiel depuis Battlefield Earth ». Il écrit aussi : « Il y a pas mal de moments involontairement drôles, même si l'expérience globale a été trop douloureuse pour que je puisse l'affirmer comme étant “si mauvaise qu'elle en devient bonne”. Cependant, certains le verront sans doute ainsi. Tant mieux pour eux, car regarder ce film nécessite une constitution plus que solide et une aptitude à s'infliger des tortures à soi-même ».

## Réception presse
L'année de sa sortie en Europe, Télérama apprécie le film pour son côté aventureux et ses personnages. Abus de Ciné est déçu par le film à cause d'un scénario compliqué ainsi que d'une mauvaise prestation de Hugh Jackman. La Libre salue la musique d'Alan Silvestri qui rythme le film tout du long frôlant parfois l'indigestion lors des scènes de combats. Le Parisien nuance sa critique disant qu'il s'agit d'un mélange d'horreurs en tout genre, passé au mixer des effets spéciaux, ne provoquant ni peurs, ni frissons, ni cauchemars mais dont les décors sont formidables. Libération considère que le film a des hauts et des bas.
L'année de sa sortie aux États-Unis, The New York Times parle d'un spectacle bruyant et frénétique qui, à la fin, est presque complètement à court d'idées et d'inspiration. Roger Ebert du Chicago Sun Times a attribué au film 3 étoiles sur 4 en déclarant qu '"au début, nous pouvons craindre que Sommers ne se contente d'une exagération f/x, mais à la fin, il a réussi d'une manière ou d'une autre à assembler tous les éléments". ses monstres et son intrigue se déroulent dans un point culminant à haute tension. Van Helsing est idiot, spectaculaire et amusant". Mick LaSalle du San Francisco Chronicle n'a pas vraiment aimé le film : « Le scénariste-réalisateur Stephen Sommers (...) rassemble les intrigues de divers films et histoires d'horreur et essaie de muscler les choses avec le flash et l'éblouissement. Mais son film reste là, alourdi par un manque total d'esprit, d'astuce et de logique interne. ... Ce que Sommers essaie de faire ici, c'est d'utiliser l'action comme seul moyen d'impliquer le public. L'histoire est donc sacrifiée. Le développement des personnages est inexistant et il n'y a pas de " tente de susciter l'émotion. Au lieu de cela, Sommers essaie de retenir un public pendant deux heures avec rien d'autre dans sa manche que des rubans colorés, des cierges magiques et un kazoo. Ce qu'il prouve, c'est que ce n'est pas une façon de faire des films. The Guardian écrit que malgré un début prometteur et un scénario original, le film n'a pas d'âme, pas de magie, pas de sens des personnages, rien qui nous intéresse.
En 2007, L'Express parle d'un croisement des genres pour un résultat intéressant.

## Distinctions
Entre 2004 et 2005, Van Helsing a été sélectionné 24 fois dans diverses catégories et a remporté 3 récompenses.

### 2004
| Festivals de cinéma                       | Catégorie / Récompense                                                | Nommé(es) / Lauréat(es)         | Nommé(es) / Lauréat(es) |
| ----------------------------------------- | --------------------------------------------------------------------- | ------------------------------- | ----------------------- |
| The Stinkers Bad Movie Awards             | Pire faux accent masculin                                             | Richard Roxburgh                | Lauréat                 |
| The Stinkers Bad Movie Awards             | Pire film                                                             | -                               | Nomination              |
| The Stinkers Bad Movie Awards             | Pire actrice                                                          | Kate Beckinsale                 | Nomination              |
| The Stinkers Bad Movie Awards             | Pire faux accent féminin                                              | Kate Beckinsale                 | Nomination              |
| Prix du jeune public                      | Meilleur film dramatique / action aventure                            | -                               | Nomination              |
| Prix du jeune public                      | Meilleur film Thriller                                                | -                               | Nomination              |
| Prix du jeune public                      | Meilleure scène de combat ou d’action                                 | -                               | Nomination              |
| Prix du jeune public                      | Meilleur acteur de cinéma dans un film dramatique / action aventure   | Hugh Jackman                    | Nomination              |
| Prix du jeune public                      | Meilleure actrice de cinéma dans un film dramatique / action aventure | Kate Beckinsale                 | Nomination              |
| Prix du jeune public                      | Meilleure alchimie                                                    | Hugh Jackman et Kate Beckinsale | Nomination              |
| Prix Schmoes d'or (Golden Schmoes Awards) | Pire film de l'année                                                  | -                               | Nomination              |
| Prix Schmoes d'or (Golden Schmoes Awards) | La plus grande déception de l'année                                   | -                               | Nomination              |
| Prix Schmoes d'or (Golden Schmoes Awards) | Meilleurs S&C de l'année                                              | Kate Beckinsale                 | Nomination              |

### 2005
| Festivals de cinéma                                                                                   | Catégorie / Récompense                                               | Nommé(es) / Lauréat(es)                                 | Nommé(es) / Lauréat(es) |
| --- | -------------------------------------------------------------------- | ------------------------------------------------------- | ----------------------- |
| Académie des films de science-fiction, fantastique et d'horreur - Prix Saturn                         | Prix Saturn de la Meilleure musique                                  | Alan Silvestri                                          | Lauréat                 |
| Académie des films de science-fiction, fantastique et d'horreur - Prix Saturn                         | Meilleur film d'horreur                                              | -                                                       | Nomination              |
| Académie des films de science-fiction, fantastique et d'horreur - Prix Saturn                         | Meilleurs costumes                                                   | Gabriella Pescucci et Carlo Poggioli                    | Nomination              |
| Académie des films de science-fiction, fantastique et d'horreur - Prix Saturn                         | Meilleur maquillage                                                  | Greg Cannom et Steve LaPorte                            | Nomination              |
| Académie des films de science-fiction, fantastique et d'horreur - Prix Saturn                         | Meilleurs effets visuels                                             | Scott Squires, Ben Snow, Daniel Jeannette et Syd Dutton | Nomination              |
| Prix Fangoria Chainsaw                                                                                | Pire film                                                            | -                                                       | Nomination              |
| MTV Movie Awards                                                                                      | Meilleur héros                                                       | Hugh Jackman                                            | Nomination              |
| Prix international de la critique de musique de film (International Film Music Critics Award (IFMCA)) | Meilleure musique originale pour un film d'action / aventure         | Alan Silvestri                                          | Nomination              |
| Société Américaine des Compositeurs, Auteurs et Éditeurs de Musique                                   | Prix ASCAP du Meilleur film au box-office                            | Alan Silvestri                                          | Lauréat                 |
| Syndicat national des journalistes cinématographiques italiens                                        | Meilleurs costumes                                                   | Gabriella Pescucci et Carlo Poggioli                    | Nomination              |
| Société des effets visuels                                                                            | Meilleurs effets spéciaux au service des effets visuels dans un film | Geoff Heron et Chad Taylor                              | Nomination              |

## Préquelle
Van Helsing, mission à Londres (Van Helsing: The London Assignment) est un film d'animation (sortie directement en vidéo) le 11 mai 2004 aux États-Unis et le 3 novembre 2004 en France.